# 路加福音第6章
路加福音6章是《新約聖經·路加福音》的第6章，全章共有49節。

## 内容
在第1-11节，耶稣特意在安息日从麦地经过，祂饥饿的门徒掐了麦穗吃，又在会堂医治枯干手的人，连续干犯安息日的规条，表明他只在意使人得满足并释放；在12-16节，记载耶稣拣选十二使徒：彼得、安得烈、雅各、约翰、腓力、巴多罗买、马太、多马、亚勒腓的儿子雅各，和热烈派的西门、雅各的兄弟犹大，和加略人犹大。麻风受玷污的人；在17-49节，记载耶稣教导门徒最高的道德。

## 相关研究

### 对观福音研究
在对观福音书中，1-5节的事例也可见于马太福音12章的1-8节，以及马可福音2章的23-28节。而6-11节的事例也可见于马太福音12章的9-14节，以及马可福音3章的1-6节。13-16节选立十二使徒的事例也可见于马太福音10章的1-4节。20-23节耶稣教导门徒蒙福之人的4个特征，可以与马太福音5章的3-12节所谓的“天国八福”进行对比。27-36节关于爱仇敌的教导，也可见于马太福音5章的38-48节。37-38节关于不要审判人，以及要给人的教导，也可见于马太福音7章的1-2节。41-42节关于先除掉自己眼中梁木的教导，也可见于马太福音7章的3-5节。至于47-49节关于将房屋盖造在磐石上的教导，可与马太福音7章的24-27节进行比较。

## 外部連結
- 路加福音第6章（和合本） （页面存档备份，存于）

| 先前 路加福音5章 | 新約聖經的章節 路加福音 | 其後 路加福音7章 |